# Tot el que volem és okupar-te el xalet
«Tot el que volem és okupar-te el xalet» és una cançó del grup català de rock Remei de Ca la Fresca del 2023 apareguda en forma de senzill, el qual inclou una segona versió qualificada d'«espitada», com a adaptació de «Paper planes» de la cantant anglesa M.I.A..
La composició s'inicia amb un ritme de sardana per a erigir-se després en la pulsió rock psicodèlic pròpia del grup, a la vegada que la lletra s'inspira en l'histriònic episodi ocorregut l'any 2022 en què l'alcalde de Caldes de Malavella, Salvador Balliu, va intentar fer fora del seu xalet amb una destral una família d'okupes.
«Tot el que volem és okupar-te el xalet» es va donar a conèixer amb el seu videoclip corresponent, que comença amb l'enregistrament d'una ballada de sardanes nocturna de les Enramades d'Arbúcies, per a seguir amb una seqüència d'imatges dels quatre membres de Remei de Ca la Fresca en un dia de platja a Vilassar de Mar en què es banyen, mengen gelat i juguen amb pistoles d'aigua mentre interpreten la cançó.